# Treidelweg (Finowkanal)

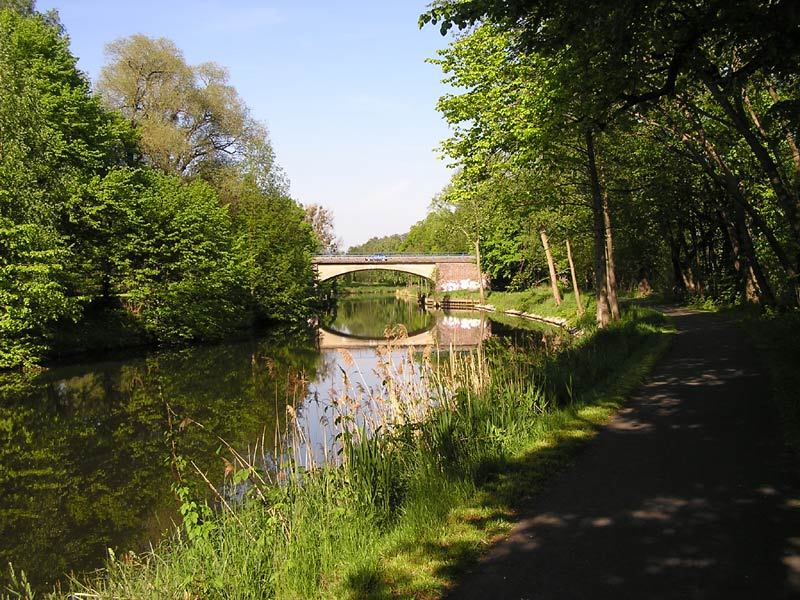
Treidelweg in der Nähe von der Gemeinde Schorfheide Ortsteil Finowfurt

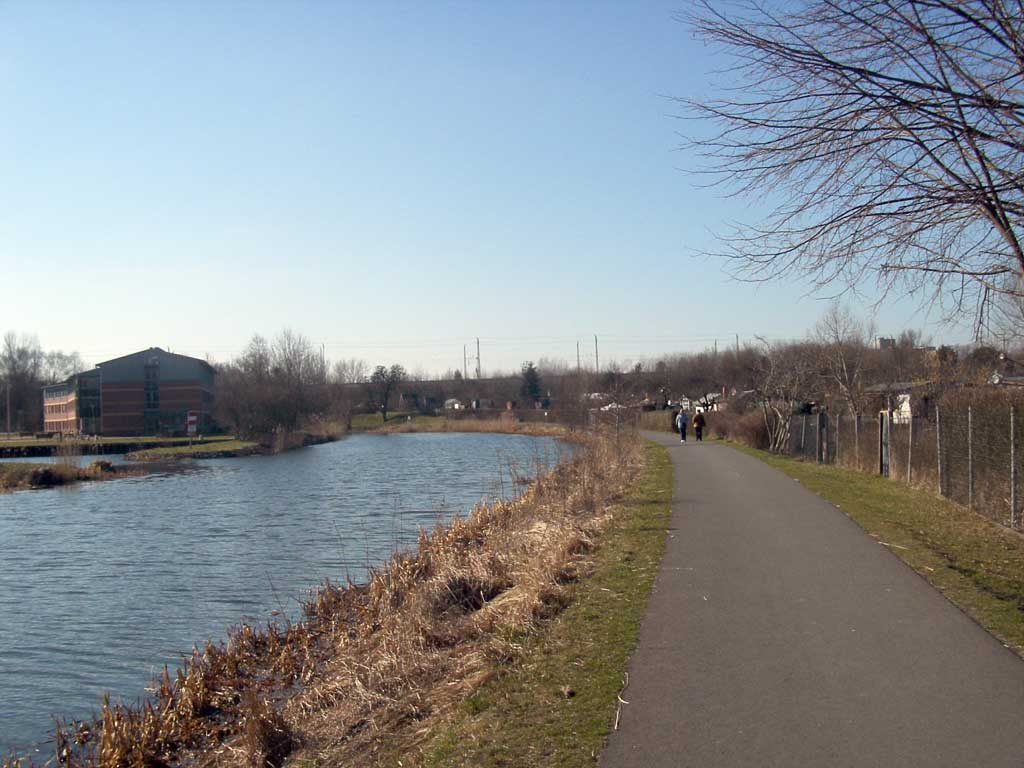
Finowkanal Höhe km 76,7 in der Innenstadt von Eberswalde, links das Wasserstraßenamt

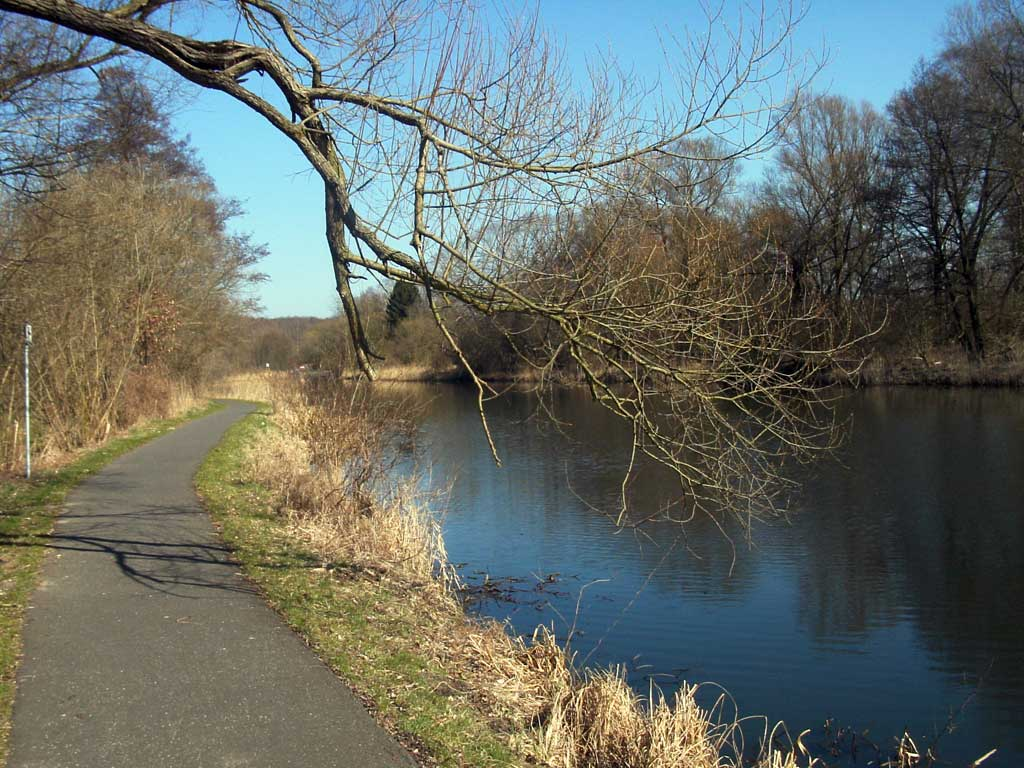
Finowkanal in Höhe km 80,6 etwa 1 km vor der Ragöser Schleuse

Der Rad- und Wanderweg Oder-Havel-Rad- und Wanderweg wird allgemein nur als Treidelweg bezeichnet. Er verläuft weitgehend entlang der alten Treidelroute des Finowkanals. Zwischen Finowfurt und Niederfinow ist der Treidelweg durchgehend befahrbar, gut ausgebaut und beschildert. An einigen Stellen verläuft er wegen topografischer Gegebenheiten bzw.  Eigentumsverhältnissen nicht direkt am Finowkanal. 